# John Alton
Pour les articles homonymes, voir Alton.
Ne doit pas être confondu avec John Altoon.
John Alton, membre de l'ASC, est un directeur de la photographie et réalisateur américain d'ascendance hongroise, né Johann Jacob Altmann le 5 octobre 1901 à Sopron (Hongrie ; alors en Autriche-Hongrie), mort le 2 juin 1996 à Santa Monica (Californie, États-Unis).

## Biographie
Né d'un père d'origine juive hongroise (celui-ci, émigré aux États-Unis dans les années 1880, adopte alors le nom 'Alton', mais retourne avant la naissance de son fils en Autriche-Hongrie, où il reprend son nom initial 'Altmann'), John Alton vient lui-même aux États-Unis en 1919, à New York. En 1924, installé à Hollywood, il est d'abord technicien de laboratoire au sein de la Metro-Goldwyn-Mayer, pour laquelle il effectue des prises de vues additionnelles sur Le Prince étudiant (1927), film muet américain d'Ernst Lubitsch et John M. Stahl, avant d'intégrer en 1928 la Paramount Pictures. En 1930-1931, travaillant en France pour les studios de Joinville de la Paramount, il collabore à une coproduction franco-allemande de 1930 (photographie additionnelle, là encore), mais surtout, devient directeur de la photographie à l'occasion d'un film français de Leo Mittler, Les Nuits de Port-Saïd, sorti en 1931.
En 1932, John Alton se déplace en Argentine, où il est chef-opérateur de vingt films argentins (tournés en espagnol), sortis entre 1933 et 1939. De plus, il est le réalisateur de trois d'entre eux (également producteur et scénariste de l'un), expérience qu'il ne renouvellera pas. Durant cette période argentine, il participe toutefois à deux films américains, sortis en 1935 et 1938 (le second tourné aussi en espagnol).
De retour aux États-Unis en 1939, il y poursuit sa carrière jusqu'à un dernier film sorti en 1960, Elmer Gantry le charlatan de Richard Brooks, avec lequel il collabore à plusieurs reprises. Il travaille aussi, entre autres, avec les réalisateurs Allan Dwan (ex : Deux rouquines dans la bagarre en 1956), Anthony Mann (ex : La Porte du diable en 1950) et Vincente Minnelli — voir la filmographie ci-dessous —. Le film musical Un Américain à Paris (1951), de Minnelli, lui vaut de gagner l'Oscar de la meilleure photographie en 1952, pour son travail sur la longue scène de ballet.
En 1962, après plus de cent films à son actif (s'illustrant notamment dans les genres du film noir, de la comédie et du western), John Alton est "débarqué" par la production, tout comme le réalisateur Charles Crichton, du tournage d'un film repris par John Frankenheimer, Le Prisonnier d'Alcatraz. Il se retire alors quasi-définitivement, mais revient toutefois pour son unique contribution à la télévision, l'épisode pilote de la série Mission impossible, diffusé en 1966.
Notons encore que John Alton est l'auteur d'un livre de référence consacré à la technique photographique au cinéma, Painting with Light (en), publié en 1949 (voir ci-dessous).

## Filmographie partielle

### Au cinéma
Films américains, comme directeur de la photographie, sauf mention contraire ou complémentaire
- 1927 : Le Prince étudiant (The Student Prince in Old Heidelberg) d'Ernst Lubitsch et John M. Stahl (photographie additionnelle ; non crédité)
- 1930 : Le Chant de la flamme (Song of the Flame) d'Alan Crosland (photographie additionnelle ; non crédité)
- 1930 : Der Mann, der den Mord beging de Kurt Bernhardt (photographie additionnelle ; + version alternative en français, L'Homme qui assassina, de Kurt Bernhardt et Jean Tarride ; coproduction franco-allemande)
- 1931 : Les Nuits de Port-Saïd de Leo Mittler (production de la Paramount)
- 1933 : Los tres berretines (es) (film argentin ; + réalisateur)
- 1934 : El hijo de papá (es) (film argentin ; + réalisateur, producteur et scénariste)
- 1935 : Big Calibre (en) de Robert N. Bradbury
- 1935 : Crimen a las tres (en) de Luis Saslavsky (film argentin)
- 1938 : La Vida bohemia de Josef Berne (en) et Edgar G. Ulmer
- 1939 : Puerta cerrada (en) (film argentin ; + réalisateur, conjointement avec Luis Saslavsky)
- 1940 : Les Déracinés (Three Faces West) de Bernard Vorhaus
- 1941 : Melody for Three (en) d'Erle C. Kenton
- 1941 : The Devil Pays Off de John H. Auer
- 1942 : Moonlight Masquerade (en) de John H. Auer
- 1944 : La Femme et le Monstre (The Lady and the Monster) de George Sherman
- 1944 : Tempête sur Lisbonne (Storm Over Lisbon) de George Sherman
- 1944 : Enemy of Women d'Alfred Zeisler
- 1945 : Mexicana (en) d'Alfred Santell (cadreur ; non crédité)
- 1945 : Girls of the Big House (en) de George Archainbaud
- 1946 : The Magnificent Rogue (en) d'Albert S. Rogell
- 1946 : Meurtre au music-hall (Murder in the Music Hall) de John English (photographie additionnelle)
- 1946 : Le Secret de la madone (en) (The Madonna's Secret) de Wilhelm Thiele
- 1946 : Affairs of Geraldine  de George Blair
- 1947 : Jenny et son chien (Driftwood) d'Allan Dwan
- 1947 : La Brigade du suicide (T-Men) d'Anthony Mann
- 1947 : Bury Me Dead de Bernard Vorhaus
- 1947 : Wyoming (en) de Joseph Kane
- 1948 : Marché de brutes (Raw Deal) d'Anthony Mann
- 1948 : Le Pénitencier du Colorado (Canon City) de Crane Wilbur
- 1948 : Il marchait dans la nuit (He walked by Night) d'Alfred L. Werker et Anthony Mann
- 1948 : L'Incroyable Monsieur X (The Amazing Mr. X) de Bernard Vorhaus
- 1948 : Le Balafré (Hollow Triumph) de Steve Sekely
- 1949 : Incident de frontière (Border Incident) d'Anthony Mann
- 1949 : Le passé se venge (The Crooked Way) de Robert Florey
- 1949 : Le Livre noir (Reign of Terror) d'Anthony Mann

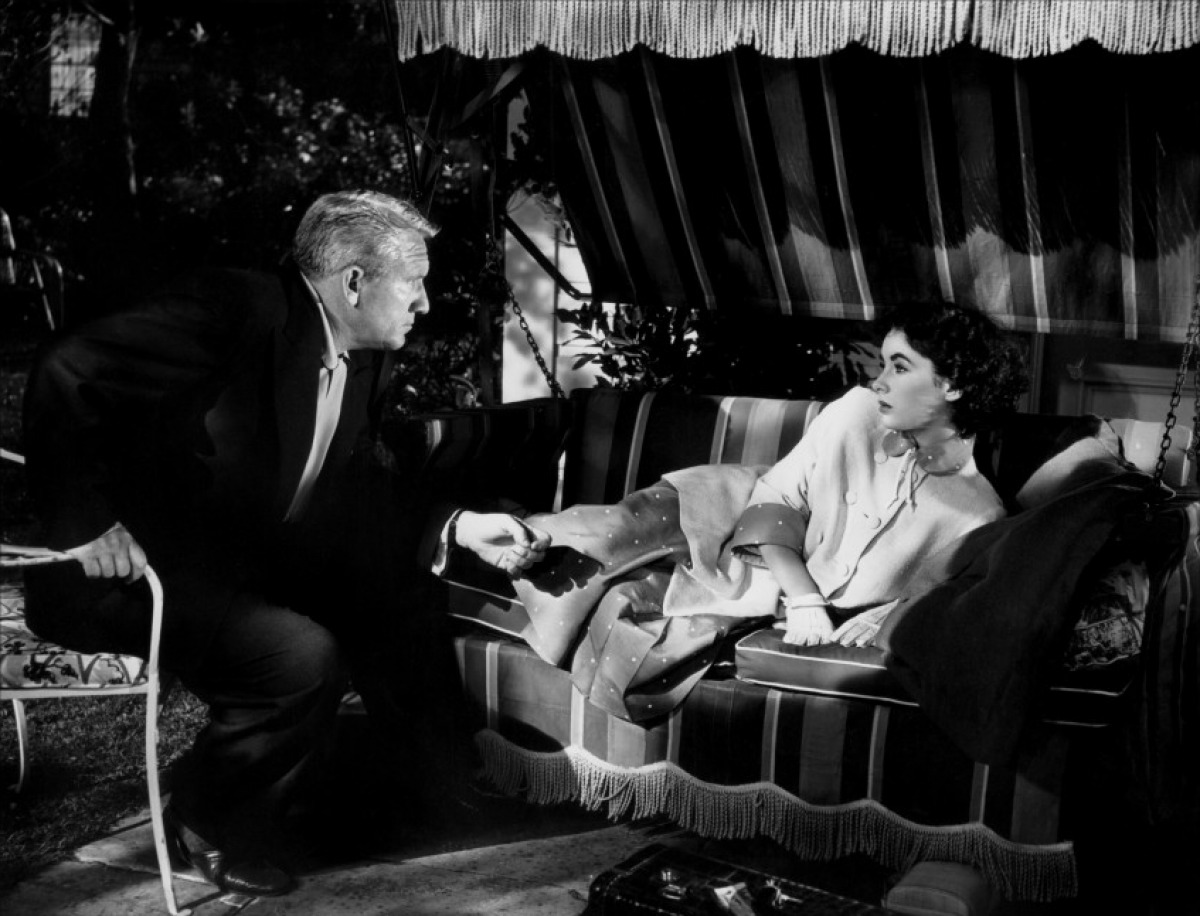
Allons donc, papa ! (1951) :
Spencer Tracy et Elizabeth Taylor

- 1950 : Le Père de la mariée (Father of the Bride) de Vincente Minnelli
- 1950 : Dans les mers de Chine (:en:Captain China||Captain China) de Lewis R. Foster
- 1950 : Le Mystère de la plage perdue (Mystery Street) de John Sturges
- 1950 : La Porte du diable (Devil's Doorway) d'Anthony Mann
- 1951 : Un Américain à Paris (An American in Paris) de Vincente Minnelli (photographie du ballet)
- 1951 : It's a Big Country, film à sketches de Clarence Brown & al.
- 1951 : J'épouse mon mari (Ground for Marriage) de Robert Z. Leonard
- 1951 : Le peuple accuse O'Hara (The People against O'Hara) de John Sturges
- 1951 : Allons donc, papa ! (Father's Little Dividend) de Vincente Minnelli
- 1952 : Chantons sous la pluie (Singin' in the Rain) de Stanley Donen et Gene Kelly (photographie additionnelle ; non crédité)
- 1952 : Talk about a Stranger (en) de David Bradley
- 1953 : Le Cirque infernal (Battle Circus) de Richard Brooks
- 1953 : La Dernière Minute (Count the Hours) de Don Siegel
- 1953 : Sergent la Terreur (Take the High Ground) de Richard Brooks
- 1953 : J'aurai ta peau (I, the Jury) d'Harry Essex
- 1954 : Tornade (Passion) d'Allan Dwan
- 1954 : Témoin de ce meurtre (Witness to Murder) de Roy Rowland
- 1954 : La Reine de la prairie (Cattle Queen of Montana) d'Allan Dwan
- 1954 : Quatre Étranges Cavaliers (Silver Lode) d'Allan Dwan
- 1955 : Les Rubis du prince Birman (Escape to Burman) d'Allan Dwan
- 1955 : Association criminelle (The Big Combo) de Joseph H. Lewis
- 1955 : Le Bagarreur du Tennessee (Tennessee's Partner) d'Allan Dwan
- 1955 : Les Perles sanglantes (Pearl of the South Pacific) d'Allan Dwan
- 1956 : La Petite Maison de thé (The Teahouse of the August Moon) de Daniel Mann
- 1956 : Le Repas de noces (The Catered Affair) de Richard Brooks
- 1956 : Thé et Sympathie (Tea and Sympathy) de Vincente Minnelli
- 1956 : Deux Rouquines dans la bagarre (Slighty Scarlet) d'Allan Dwan
- 1957 : La Femme modèle (Designing Woman) de Vincente Minnelli
- 1958 : Les Frères Karamazov (The Brothers Karamazov) de Richard Brooks
- 1958 : Cœurs brisés (Lonelyhearts) de Vincent J. Donehue
- 1960 : 12 to the Moon (en) de David Bradley
- 1960 : Elmer Gantry le charlatan (Elmer Gantry) de Richard Brooks

### À la télévision
- 1966 : Série Mission impossible (Mission : Impossible), Saison 1, épisode 1 (épisode pilote) Complot à Santa Costa (Pilot) de Bernard L. Kowalski

## Récompense
- 1952 : Oscar de la meilleure photographie, catégorie couleur (partagé avec Alfred Gilks), pour Un Américain à Paris.

## Référence bibliographique
- 1949 : John Alton, Painting with Light, McMillan Co., New York, 191 p. (réédition en 1995, University of California Press, Berkeley).